# Lasioglossum alpigenum
Lasioglossum alpigenum là một loài Hymenoptera trong họ Halictidae. Loài này được Dalla Torre mô tả khoa học năm 1877.